# Нуцубидзе, Шалва Исакович
Ша́лва Исаа́кович Нуцуби́дзе (груз. შალვა ისაკის ძე ნუცუბიძე; 14 декабря 1888, Парцханаканеви, Кутаисская губерния, Российская империя — 6 января 1969[…], Тбилиси) — грузинский и советский философ, литературовед, историк культуры. Создатель т. н. алетологического реализма (учения об истине). Крупнейший исследователь истории грузинской философии. Доктор философских наук (1926). Педагог высшей школы, один из основателей высшего образования в Грузии, один из создателей Грузинского национального университета. Крупный общественный деятель.

## Биография
Родился в селе Парцханаканеби ныне Цхалтубского района (Грузия).
В 1910 году окончил историко-филологический факультет Санкт-Петербургского университета. Занимался на семинарах А. И. Введенского, Н. О. Лосского, И. И. Лапшина. С 1911 по 1914 год учился и работал за границей, в Лейпциге работал под руководством Вундта, Фолькельта и Барта.

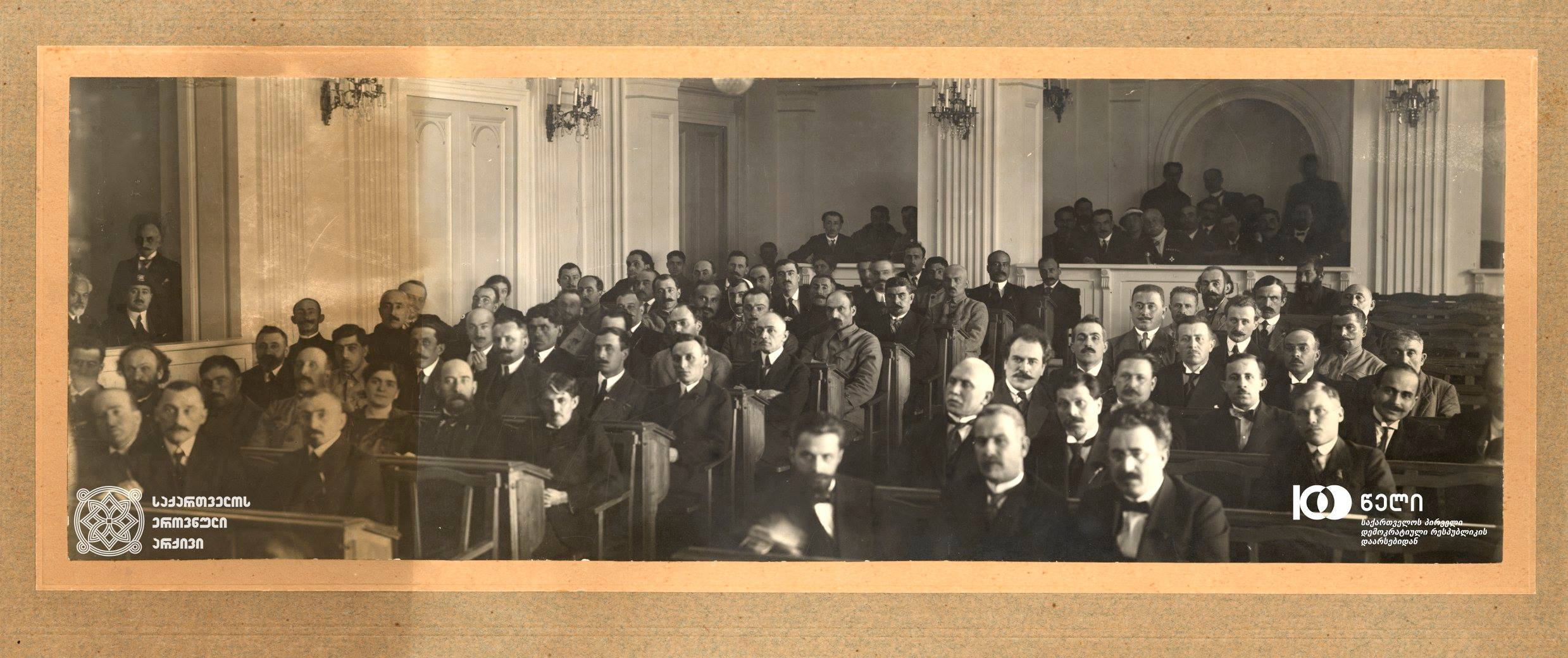
Учредительное собрание Грузии. Нуцубидзе, левая сторона, задние ряды

Один из основателей Тифлисского университета. В 1918 году был избран профессором этого университета. Доктор философских наук с 1926 года.
Дважды (1925, 1928) находился в научных командировках в Берлинском университете. Долгие годы руководил Грузинским обществом культурных связей с заграницей. Перевёл на русский язык поэму Шота Руставели «Витязь в тигровой шкуре». Английский историк, писатель и журналист, доктор философии по истории, специализирующийся на истории Российской империи и СССР Саймон Себаг-Монтефиоре в книге «Сталин. Двор Красного монарха» описывает встречу Сталина с Шалвой Нуцубидзе, посвящённую переводу поэмы Шота Руставели. Нуцубидзе начал перевод, находясь в тюрьме. Сталин отдал приказ о его освобождении и пригласил к себе.
Был научным консультантом ряда переводов «Витязя в тигровой шкуре» на иностранные языки. По гипотезе Шалвы Нуцубидзе и бельгийского учёного Эрнеста Хонигмана, грузинский мыслитель Пётр Ивер (ок. 411—491) является автором знаменитых неоплатонических сочинений Псевдо-Дионисия Ареопагита.
Академик Академии наук Грузинской ССР (с 1944).
Созданную им теорию алетологического реализма Шалва Нуцубидзе изложил в книгах «Основы алетологии» (1922, на грузинском языке); «Истина и структура познания» (1925); «Философия и мудрость» (1930). Две последние работы вышли в свет в Берлине на немецком языке. Позднее они были переведены на грузинский язык и помещены в собрание сочинений Ш. И. Нуцубидзе (1979). Согласно Ш. И. Нуцубидзе, должна быть создана фактически новая дисциплина, которая выйдет за пределы противоположности субъекта и объекта. Эта новая дисциплина и есть алетология (от греч. aletheia). Указывая на Ламберта, автора третьего после Аристотеля и Бэкона Органона, как на мыслителя, впервые выделившего алетологию в особую философскую отрасль, Нуцубидзе подчёркивал, что для него в отличие от Ламберта алетология является не вторичной философской дисциплиной, а основной. Одной из задач алетологического реализма является приближение философии к мудрости.
Умер в Тбилиси, похоронен в парке Тбилисского университета.

## Память
- Микрорайон Тбилиси — плато Нуцубидзе
- Памятник в сквере Шалва Нуцубизде Памятник Шалва Нуцубидзе

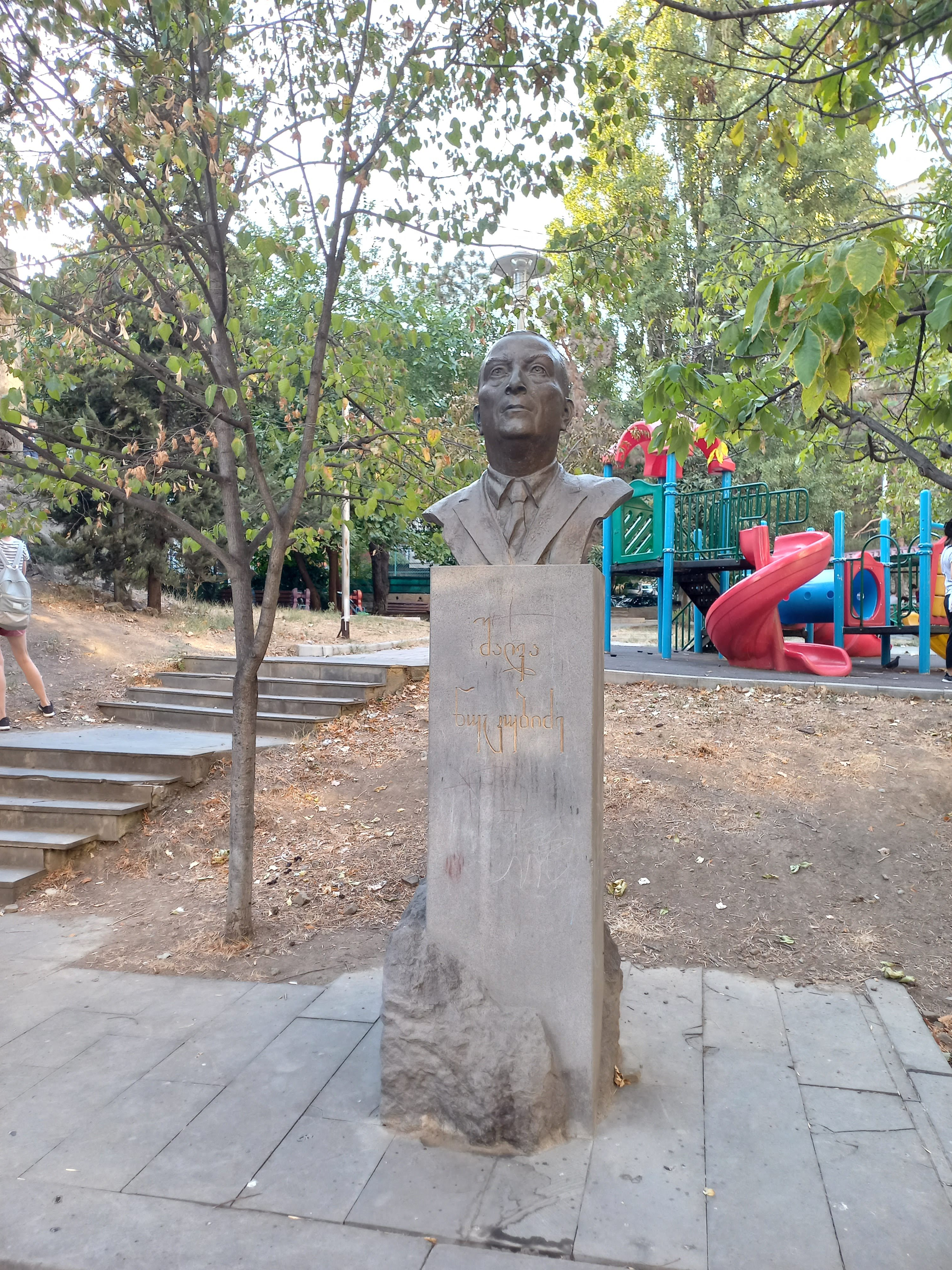
Памятник Шалва Нуцубидзе